# Mirai (film)
Mirai (jap. 未来のミライ Mirai no Mirai) – japoński film animowany z 2018 roku, napisany i wyreżyserowany przez Mamoru Hosodę. Produkcją filmu zajęło się Studio Chizu, natomiast dystrybutorem był Tōhō.
Premiera filmu odbyła się 16 maja 2018 w ramach sekcji „Quinzaine des Réalisateurs” na 71. MFF w Cannes, a w Japonii film trafił do kin 20 lipca 2018 roku. Polska premiera odbyła się 11 listopada 2018 roku podczas 4. Międzynarodowego Festiwalu Filmów Animowanych w Gdańsku.

## Fabuła
Kun to czteroletni chłopiec, który wraz z narodzinami swojej młodszej siostry Mirai (dosł. „przyszłość”) czuje, że uczucia i uwaga rodziców zostaje „skradziona” przez przybysza. Ogarnięty zazdrością i złością, odkrywa, że ogród obok domu jest niezwykły – umożliwia podróże w czasie i spotkania z krewnymi z przeszłości lub przyszłości. Spotkania te pomagają mu w rozwiązywaniu konfliktów z członkami rodziny i dzięki nim zaczyna rozumieć, co to znaczy być starszym bratem.

## Obsada
| Postać                                                   | Seiyū                                        | Polski dubbing                        |
| -------------------------------------------------------- | -------------------------------------------- | ------------------------------------- |
| Kun Ōta (jap. 太田くん Ōta Kun)                          | Moka Kamishiraishi Tasuku Hatanaka (dorosły) | Katarzyna Łaska Leszek Zduń (dorosły) |
| Mirai Ōta (jap. 太田ミライ Ōta Mirai)                    | Haru Kuroki Kaede Hondo (niemowlę)           | Joanna Pach-Żbikowska                 |
| Ojciec (jap. おとうさん Otō-san)                         | Gen Hoshino                                  | Modest Ruciński                       |
| Matka (jap. おかあさん Okā-san)                          | Kumiko Asō Sakura Saiga (młoda)              | Lidia Sadowa                          |
| Tajemniczy mężczyzna (jap. 謎の男 Nazo no otoko) / Yukko | Mitsuo Yoshihara                             | Mateusz Lewandowski                   |
| Babcia (jap. ばあば Bāba)                                | Yoshiko Miyazaki                             | Jolanta Wołłejko                      |
| Dziadek (jap. じいじ Jiiji)                              | Kōji Yakusho                                 | Paweł Szczesny                        |
| Pradziadek                                               | Masaharu Fukuyama                            | Tomasz Błasiak                        |
| Prababcia                                                | Asami Sanada                                 | Małgorzata Szymańska                  |

## Produkcja
Hosoda został częściowo zainspirowany do napisania scenariusza do Mirai tym, jak zobaczył pierwsze reakcje swojego wówczas trzyletniego syna na posiadanie młodszej siostry. Choć początkowo był ostrożny w stosunku do noworodka, syn Hosody pewnego dnia wpadł w furię, zazdrosny o uwagę, jaką rodzice poświęcali jego siostrze. Zainteresowanie się Hosody reakcją chłopca i tym, jak przystosowałby się do bycia starszym bratem, skłoniła go do uczynienia bohatera Mirai czterolatkiem.
Przez uczynienie głównego bohatera tak młodym, Hosoda chciał uchwycić, jak wyglądałoby życie w tak młodym wieku. Aby to zrobić, przyprowadził własne dzieci do biura Studia Chizu, aby animatorzy mieli wiele materiałów referencyjnych do szkicowania i animacji. Reżyser chciał również wykorzystać elementy fantasy w filmie do napędzania rozwoju wewnętrznego postaci. Ponieważ Mirai opowiadał o tym, „jak rodzina może się zmienić, ale zawsze [pozostać] sobą”, Hosoda zdecydował, że akcja filmu będzie miała miejsce w Jokohamie, „mieście, które ciągle się zmienia”.
Historia pradziadka Kuna była luźno oparta na historii pradziadka żony Hosody, który również pracował na samolotach bojowych i został ranny podczas wojny.

## Muzyka
Masakatsu Takagi, który wcześniej napisał muzykę do dwóch poprzednich filmów Studia Chizu (Wilcze dzieci i Bakemono no ko), ponownie stworzył ścieżkę dźwiękową do Mirai. Początkowa ścieżka dźwiękowa była bardziej popowa z brazylijskimi wpływami, ale Hosoda chciał czegoś prostszego i bardziej odzwierciedlającego rodzinę.
Tatsurō Yamashita był autorem piosenek przewodnich do filmu: „Mirai no Theme” i „Music train”. Obie piosenki znalazły się na jego 51. singlu, wydanym 11 lipca.

## Promocja i wydanie
Premiera filmu odbyła się 16 maja 2018 roku podczas 71. MFF w Cannes w ramach sekcji "Quinzaine des Réalisateurs", a następnie został pokazany na Międzynarodowym Festiwalu Filmów Animowanych w Annecy i na Festiwalu Filmowym w Sydney w czerwcu. W Japonii film trafił do kin 20 lipca 2018 roku. Polska premiera odbyła się 11 listopada 2018 podczas 4. Międzynarodowego Festiwalu Filmów Animowanych w Gdańsku.
W celu promocji premiery filmu, Tokyo Dome Hotel od 18 sierpnia do 16 września 2018 roku oferował pokoje o tematyce filmowej. Ponadto wystawa filmowa Hosody, zawierająca materiały produkcyjne z Mirai i innych jego filmów, była dostępna w Tokyo Dome City Gallery AaMo od 25 lipca do 17 września.

## Odbiór
Film był w Japonii drugim najlepiej sprzedającym się filmem w weekend otwarcia – zarobił około 4,5 miliona dolarów z 295 tys. wyświetleń w 456 kinach. W Japonii w 2018 roku zarobił 2,88 mld jen.
W serwisie Rotten Tomatoes 90% z 84 recenzji filmu jest pozytywnych, a średnia ocen wyniosła 7,50/10 (stan na kwiecień 2021). Na portalu Metacritic średnia ocen z 18 recenzji wyniosła 81 punktów na 100.

## Nagrody
| Rok  | Ceremonia                                            | Kategoria                                                             | Wynik                                      | Źródło |
| ---- | ---------------------------------------------------- | --------------------------------------------------------------------- | ------------------------------------------ | ------ |
| 2018 | 12. Asia Pacific Screen Awards                       | Najlepszy film animowany                                              | Nominacja                                  | [ 24 ] |
| 2018 | Washington D.C. Area Film Critics Association Awards | Najlepszy film animowany                                              | Nominacja                                  | [ 25 ] |
| 2018 | Florida Film Critics Circle Awards                   | Najlepszy film animowany                                              | Wygrana                                    | [ 26 ] |
| 2019 | 76. ceremonia wręczenia Złotych Globów               | Najlepszy pełnometrażowy film animowany                               | Nominacja                                  | [ 27 ] |
| 2019 | Critics’ Choice Movie Awards                         | Najlepszy film animowany                                              | Nominacja                                  | [ 28 ] |
| 2019 | 46. Annie Awards                                     | Best Animated Feature – Independent                                   | Wygrana                                    | [ 29 ] |
| 2019 | 46. Annie Awards                                     | Outstanding Achievement for Writing in an Animated Feature Production | Nominacja (Mamoru Hosoda, Stephanie Sheh)  | [ 29 ] |
| 2019 | 24. ceremonia wręczenia Satelitów                    | Najlepszy film animowany lub łączący w sobie różne media              | Nominacja                                  | [ 30 ] |
| 2019 | 91. ceremonia wręczenia Oscarów                      | Najlepszy pełnometrażowy film animowany                               | Nominacja (Mamoru Hosoda & Yūichirō Saitō) | [ 31 ] |
| 2019 | 42. Nagroda Japońskiej Akademii Filmowej             | Animacja filmowa roku                                                 | Wygrana                                    | [ 32 ] |
| 2019 | Internationales Trickfilm-Festival Stuttgart         | AniMovie Award for Best Animated Feature Film                         | Wygrana                                    | [ 33 ] |